# Zofia Rejman-Pietrzykowska
Zofia Rejman-Pietrzykowska (ur. 27 kwietnia 1956) – polska historyk literatury, związana z Uniwersytetem Warszawskim. Badaczka literatury oświecenia

## Życiorys
W 1990 obroniła na Uniwersytecie Warszawskim pracę doktorską Jan Paweł Woronicz. Poeta i kaznodzieja napisaną pod kierunkiem Zdzisława Libery. W 2006 uzyskała na UW stopień doktora habilitowanego na podstawie pracy Świadomość literacka polskiego Oświecenia.
Zawodowo była związana z Uniwersytetem Warszawskim, gdzie w Instytucie Literatury Polskiej kierowała Zakładem Literatury Polskiego Oświecenia.
Dla serii Biblioteka Narodowa przygotowała razem z Małgorzatą Nesteruk Pisma wybrane Jana Pawła Woronicza (2002).